# Bart Conner Gymnastics Academy
O Bart Conner Gymnastics Academy foi concretizado em 1991 pelo então medalhista de ouro da ginástica artística, Bart Conner, e pela romena campeã olímpica, Nadia Comaneci. Localizado em Norman, Oklahoma, é considerado um dos maiores e melhor equipados dos ginásios dos Estados Unidos. Treina ginastas desde os dois anos até a fase adulta e possui como filosofia o fato da ginástica ser atingível por todos de forma agradável e divertida.